# شهیندخت خوارزمی
شهیندخت خوارزمی (زاده ۱۳۲۷ در روستای خَبر از توابع شهر بافت استان کرمان) روانشناس، نظریه‌پرداز شاخص‌های کیفیت زندگی و هیئت علمی و استاد پیشگام روابط عمومی الکترونیک (بعنوان نخستین استاد زن که به این عنوان دست یافته‌است و تمبر یادبودی نیز با تصویر وی چاپ شده‌است)

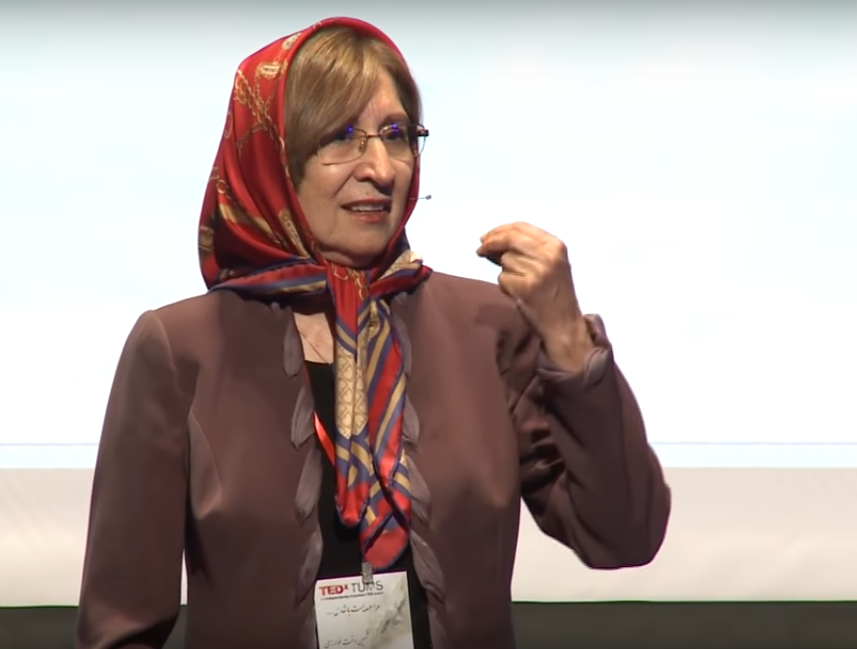
شهیندخت خوارزمی، استاد پیشگام روابط عمومی الکترونیک

## زندگی‌نامه
متولد پنجم تیرماه ۱۳۲۷، دهستان خَبر (به فتح خ و سکون ب) شهرستان بافت استان کرمان. زمانیکه ۳ سال داشت خانواده اش به شهرستان بافت نقل مکان می‌کنند و پس از دو سال زندگی در بافت به شهر سیرجان مهاجرت می‌کنند.
وی دیپلم ادبی خود را در سیرجان اخذ و سال ۱۳۴۴ در رشته پزشکی دانشگاه شیراز پذیرفته می‌شود، اما در پشت درب اتاق درس کالبدشناسی از این رشته به دلیل ترس از جسد انصراف می‌دهد. پس از آن به سراغ رشته‌های ریاضی، فیزیک و بعد زبان می‌رود اما هیچ‌کدام رضایتش را جلب نمی‌کند تا اینکه به رشته روان‌شناسی علاقه‌مند می‌شود و به عنوان اولین دانشجوی رشته روان‌شناسی دانشگاه پهلوی سابق وارد مقطع لیسانس می‌شود؛ و در رشته روان‌شناسی در دانشگاه شیراز تا مقطع لیسانس ادامه تحصیل می‌دهد.
پس از اتمام دوره لیسانس در سال ۱۳۴۸؛ بمدت یک سال در مدرسه وابسته به دانشگاه مشغول می‌شود. بعد از یک سال به دانشگاه ایندیانا برای دوره فوق لیسانس رشته روان‌شناسی تربیتی عزیمت می‌کند و موفق می‌شود ظرف یک سال فوق لیسانس را به پایان برساند. بعد از دوره فوق لیسانس برای اقامتی کوتاه به ایران بر می‌گردد؛ که ماندگار می‌شود. در سال ۱۳۵۰ با فوق لیسانس دوباره به مدرسه دانشگاه پهلوی بر می‌گردد ولی این بار به عنوان سرپرست دانش آموزان منصوب می‌شود. بعد برای تدریس در دانشگاه اصفهان؛ به این شهر عزیمت می‌کند و یک سال با این دانشگاه همکاری می‌کند. بعد از یک سال به تهران می‌رود و همکاری خود را با کمیته فرهنگی – اجتماعی رادیو تلویزیون آغاز می‌کند.
اندکی بعد برای ادامه تحصیل با بورس تحصیلی از رادیو و تلویزیون عازم آمریکا (ایندیانا) می‌شود. خوارزمی مدرک فوق لیسانس روان‌شناسی و جامعه‌شناسی خود را از دانشگاه ایندیانا اخذ کرد و در همان دانشگاه با اخذ مدرک دکترای روان‌شناسی و ارتباطات و روش تحقیق به تحصیل خود خاتمه داد. بعد از برگشت به ایران فعالیت ایشان تا اواخر سال ۱۳۵۶ در رادیو و تلویزیون بود و هم‌زمان برای راه اندازی گروه علوم تربیتی به دانشگاه کرمان (دانشگاه شهید باهنر) می‌رود.
پس از انقلاب به همکاری با دستگاه‌های اجرایی می‌پردازد. ایشان کار غیردانشگاهی را با اتاق بازرگانی شروع کرد و تجارب بسیار ارزنده‌ای با شرکت بوتان، انجمن مدیران صنایع ایران، شرکت ملی فولاد ایران، چاپ و نشر مجله فراز، سازمان مدیریت صنعتی، انجمن ایرانی مطالعات جامعه اطلاعات و سایپا دارد. در سال ۱۳۸۸ به عنوان استاد برتر منابع انسانی شناخته شد. در سال ۱۳۸۹ و در چهارمین همایش روابط عمومی الکترونیک به عنوان استاد پیشگام در روابط عمومی الکترونیک شناخته شد و تمبر یادبود چهارمین همایش روابط عمومی الکترونیک با تصویر ایشان منتشر شد. این برای نخستین بار بود که یک استاد زن به این عنوان دست می‌یابد و همچنین نخستین زنی است که در ایران به نامش تمبر یادبود چاپ شده‌است.

## فعالیت‌ها و سمت‌ها
وی از سال ۱۳۵۱ تا ۱۳۵۶ عضو کمیته فرهنگی- اجتماعی معاونت برنامه‌ریزی و کارشناس واحد سنجش افکار و مدیر ارزشیابی کیفی، سازمان رادیو و تلویزیون ملی ایران بود و در همین حال بمدت یکسال در سال‌های ۱۳۵۰ تا ۱۳۵۱ سرپرستی گروه علوم تربیتی دانشگاه اصفهان را عهده‌دار شد پس از راه اندازی گروه علوم تربیتی در  پردیس افضلی پور کرمان (دانشگاه شهید باهنر) به مدت دو سال از سال ۱۳۵۶ تا ۱۳۵۸ سرپرستی این گروه را بر عهده گرفت.
پس از انقلاب و با ورود به دستگاه‌های اجرایی؛ بمدت نه سال و از سال ۱۳۵۸ سرپرستی مرکز بررسی‌های اقتصادی صنایع و معادن ایران را بر عهده گرفت و هم‌زمان مشاور رئیس اتاق بازرگانی نیز بود.
از دیگر فعالیت‌های اجرایی ایشان می‌توان به مشاور وزیر صنایع و معادن از سال ۱۳۷۲ تا ۱۳۷۶، عضویت در مؤسسه مطالعات بین‌الملل دریای خزر از سال ۱۳۷۶ تا ۱۳۷۸ به عنوان هیئت علمی، نایب‌رئیس انجمن ایرانی مطالعات جامعه اطلاعاتی از سال ۱۳۸۳، مشاوره سازمان‌های صنعتی مانند ایران خودرو و همچنین عضویت در شورای عالی دانشنامه کاشان از سال ۱۳۸۶ را اشاره نمود.
برگزاری سمینار و کارگاه‌های متعدد دربارهٔ آینده نگری، توسعه پایدار، جهانی شدن، انقلاب دیجیتال، جامعه اطلاعاتی، انقلاب اطلاعات و ارتباطات و آثار این تحولات بر جامعه بشری و کیفیت زندگی. سخنران کلیدی در کنفرانس‌های بین‌المللی در ایران و همچنین ارائه مقاله در اجلاس‌های بین‌المللی خارج از کشور، از جمله: در سال ۱۳۷۹ با دعوت دانشگاه کلمبیا به عنوان سرپرست پانل در اجلاس MESA (انجمن مطالعات خاورمیانه) به ارائه مقاله تحولات سیاسی و اقتصادی و اجتماعی ایران پرداخت. همچنین در سال ۱۳۸۰سرپرست پانل ایران و جهانی شدن به سخنرانی با عنوان «جوانان ایران: عامل تحول اجتماعی» در اورلاندو، آمریکا و به دعوت دانشگاه کلمبیا پرداخت. از دیگر فعالیت‌های ایشان می‌توان به عضویت در انجمن‌های مختلف از جمله: انجمن بین‌المللی جامعه‌شناسی، انجمن آینده‌نگری ایران، انجمن آینده‌نگری جهان، انجمن ایرانی مطالعات جامعه اطلاعاتی، بنیانگذاری باشگاه آینده و ایده پردازی و مدیریت نشست‌های تخصصی هفتگی مرکز تحقیقات استراتژیک با هدف شناسایی علل توسعه نیافتگی ایران را نام برد.

## طرح‌های پژوهشی
خوارزمی تاکنون بیش از ده طرح پژوهشی کاربردی را سرپرستی و اجرا کرد ه است از جمله:
1. اجرا و سرپرستی چندین طرح پژوهشی دربارهٔ ارزشیابی برنامه‌های رادیو و تلویزیون با استفاده از نظر سنجی، تحلیل محتوا و طرح‌های تجربی سنجش آثار این برنامه‌ها بر کودکان و سایر مخاطبان
2. طرح تدوین الگوهای مناسب مدیریت برای صنایع ایران، انجمن مدیران صنایع، گزارش پژوهش به دلیل تغییر دبیر کل انجمن انتشار نیافت
3. مستندسازی تجربه‌های موفق مدیریت در وزارت فلزات و معادن که در سه ۳ کتاب به چاپ رسید
4. ملاحظات علمی و تکنولوژیک برنامه پنج ساله دوم توسعه اقتصادی و اجتماعی کشور در سال ۱۳۷۹
5. طرح پژوهشی و مشاوره‌ای توسعه انسانی با استفاده از روش یادگیری عملی مشارکتی ۱۳۸۰–۱۳۸۲
6. طرح «مطالعات توسعه نیافتگی ایران». مجمع تشخیص مصلحت نظام. مرکز تحقیقات استراتژیک. ۱۳۷۹–۱۳۸۳
7. پروژه «بررسی فرصت‌های توسعه تکنولوژی و توسعه انسانی در قراردادهای سرمایه‌گذاری خارجی صنعت نفت و گاز ایران.» دومین همایش بین‌المللی مدیریت و برنامه‌ریزی نفت و گاز کشور. دفتر فناوری‌های ریاست جمهوری و وزارت نفت. تهران ۱۳۸۶

## آثار
چاپ مقاله‌های بسیار در نشریه‌های معتبر داخلی و انتشار ۹ کتاب به صورت تألیف و ترجمه و چندین مصاحبه تخصصی و سمینار در مورد کیفیت زندگی و توسعه پایدار،،،،،،.
- انتشار بیش از ۳۵ مقاله در هفته‌نامه اتاق بازرگانی دربارهٔ الزامات انسانی توسعه تکنولوژی در ایران
- چاپ چندین مقاله تأثیرگذار در توسعه پایدار در نشریه‌های علمی و تخصصی از جمله:

1. علم و موانع جذب آن در فرهنگ[۱۶]
2. شئون انسانی در فضای مجازی[۱۷]
3. زندگی خوب حق انسان است.[۱۸]

دراین مقاله با ارائه نظریات جدید بابی نو در نگاه به توسعه باز شده‌است. مقاله مذکور در سال ۱۳۹۴ برنده جایزه ادبی مهتاب شده‌است:
```
"
کیفیت زندگی مردم در هر کشوری، برآیند کیفیت حکمرانی آن کشور است و بازتابی است از عهدی که حکومت با مردم بسته است. حکومتی عهد می‌بندد که جیب مردم پر از پول و دل مردم را سرشار از شادی و امید کند و حکومتی دیگر عهدش چیز دیگری است. اما، در عین حال ژنتیک مردم هر سرزمینی نیز نقش دارد. ژن‌های ایرانیان، در تعامل پیچیدهٔ بیولوژی با محیط، طی تاریخی پرفراز و نشیب شکل گرفته و به امروز رسیده‌ است. به نظر می‌رسد این ژنتیک، زندگی را بر مرگ و شادی را بر رنج ترجیح می‌دهد. انسانِ ایرانی می‌داند زندگی خوب حق اوست.
"
```

## ترجمه کتاب
1. ترجمه کتاب مشهور موج سوم اثر الوین تافلر در سال ۱۳۵۹؛[۱۹] این کتاب تا سال ۱۳۷۰ نه دوره تجدید چاپ شده‌است.
2. نخستین انقلاب جهانی. اثر الکساندر کینگ و برتراند اشنایدر، ۱۳۶۸[۱۹]
3. جابجایی در قدرت. اثر الوین تافلر. ۱۳۶۹[۱۹]
4. جنگ و ضد جنگ. اثر هایدی و الوین تافلر. ۱۳۷۳[۱۹]
5. ژاپن کشور شماره یک؛ اثر هایل برونر. این ترجمه با همکاری علی اسدی در سال ۱۳۶۷ انجام شد[۱۹]

## تألیف
کیفیت زندگی و شاخص خوشبختی (چاپ دوم) و همچنین تألیف سه کتاب با همکاری مهدی بهکیش و علی اکبر فرهنگی با عناوین:
1. الزامات مدیریتی تعدیل اقتصادی
2. مدیریت تغییر تکنولوژی
3. مدیریت تحقیق و توسعه

## حضور در برنامهسپنج

حضور دکتر شهیندخت خوارزمی در قسمت نهم سپنج

در قسمت نهم سپنج، علی درستکار با دکتر شهیندخت خوارزمی، روانشناس و استاد ارتباطات و نظریه پرداز حوزه کیفیت زندگی، درباره تفاوت های انسان با دیگر مخلوقات و مشقات تغییر وضع موجود می گوید. این سپنج عمیقا شما را به تفکر دعوت می کند و پیشنهاد می شود در خلوت تماشا کنید